# Convento de San Felipe el Real
El hoy desaparecido convento de San Felipe el Real (denominado más abreviadamente como San Felipe el Real) fue un antiguo convento madrileño de los frailes agustinos calzados, situado al comienzo de la Calle Mayor, junto a la Puerta del Sol. Construido entre los siglos XVI y XVII, estaba edificado sobre un gran pedestal (con perímetro protegido de barandillas) en el que se encontraba el más célebre mentidero de la villa (las Gradas de San Felipe). Uno de sus huéspedes ilustres fue Fray Luis de León. Se encontraba frente al Palacio de Oñate.

## Historia

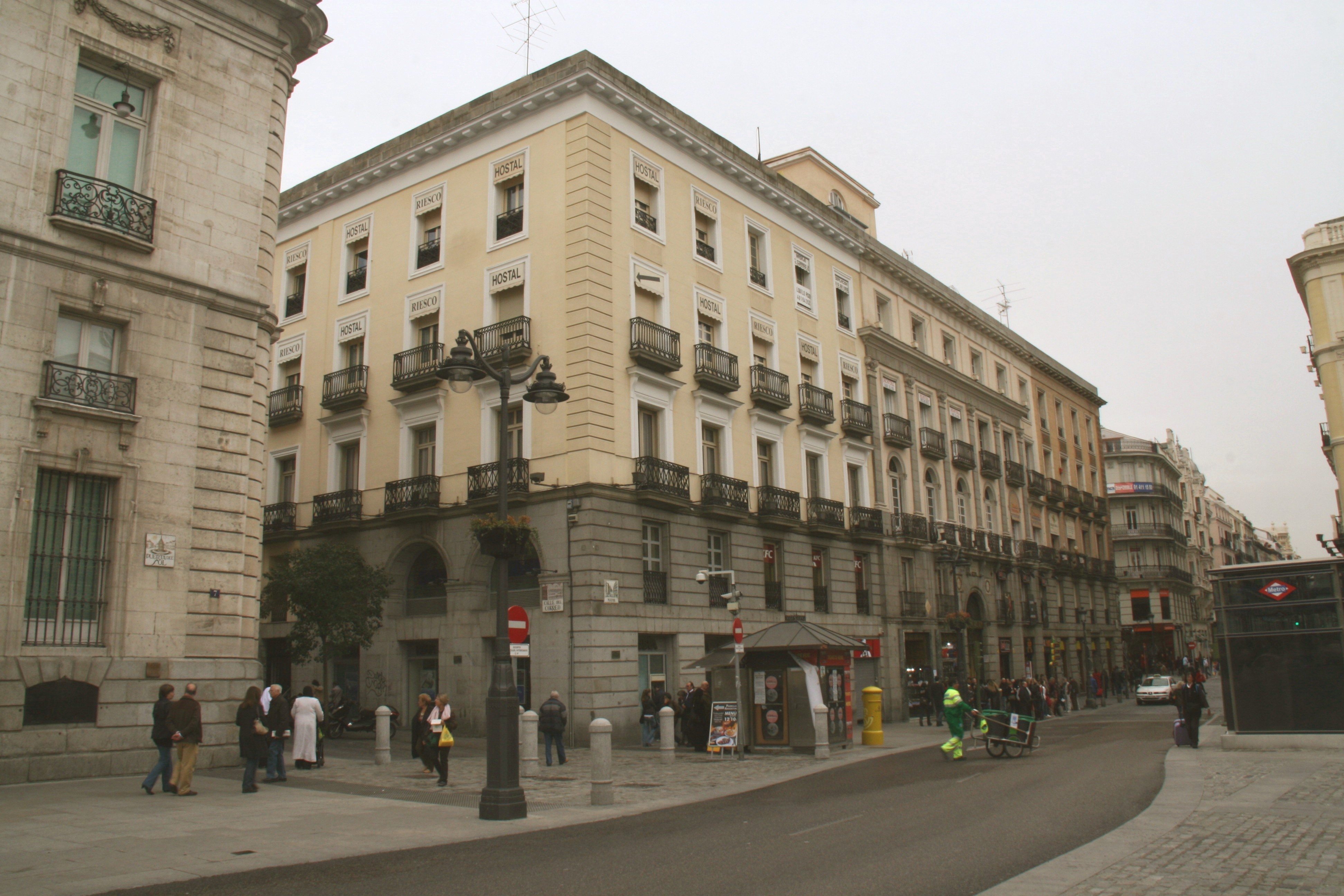
Casa Cordero en la actualidad, el segundo edificio en antigüedad dentro de la organización de la Puerta.

Los inicios del convento se pueden remontar a 1539 cuando Francisco Osorio propone al Ayuntamiento de Madrid la creación de un Convento de Agustinos Calzados. El arzobispo de Toledo, don Juan Martínez Silíceo, lo denegó alegando que en Madrid ya había dos monasterios de frailes mendicantes: el de San Francisco y el de Nuestra Señora de Atocha. No obstante el arzobispo de Toledo tuvo que ceder al fin ante los ruegos de gentes próximas a la realeza tales como el príncipe Felipe, María Esperanza de Aragón, tía de Carlos I y priora del convento de Agustinas de Nuestra Señora de Gracia de Madrigal de las Altas Torres, o Leonor de Mascareñas.
El convento de agustinos de San Felipe el Real fue fundado en 1547 mediante bula del papa Paulo III de 20 de junio. El templo se dedicó a san Felipe Apóstol por ser el príncipe Felipe gran devoto suyo. Para su construcción se utilizó parte de un solar propiedad del conde de Orgaz situado en las cercanías de la calle ancha de la Puerta del Sol (así se denominaba a la Puerta), que lo cedió a la Orden a cambio de una capilla. La entrada al convento se encontraba en el eje de la actual calle de Esparteros.
En un principio, se había construido una capilla de madera, inaugurada el 14 de marzo de 1545. La iglesia se realizó según planos de Luis y Gaspar de Vega. Para salvar el desnivel del terreno el edificio se montó sobre una plataforma o «lonja», debajo de la cual se situaban una serie de locales o «covachuelas», que servían de mercadillos. Este espacio alrededor del convento había sido cedido por el Ayuntamiento de Madrid bajo la condición de estar despejado y no ser empleado para otro fin que el público.
Juan de Tassis y Peralta, conde de Villamediana, fue asesinado el 22 de agosto de 1622 en la puerta del vecino palacio de Oñate.
La iglesia sufrió un incendio en 1718 y todo el conjunto resultó muy maltratado durante la guerra de la Independencia. Tras la desamortización de Mendizábal, fue demolido en 1838 para ensanchar la calle Mayor y, en su lugar, se construyó el primer edificio de apartamentos de la ciudad, las Casas de Cordero (1842-1845).

### Las gradas de San Felipe

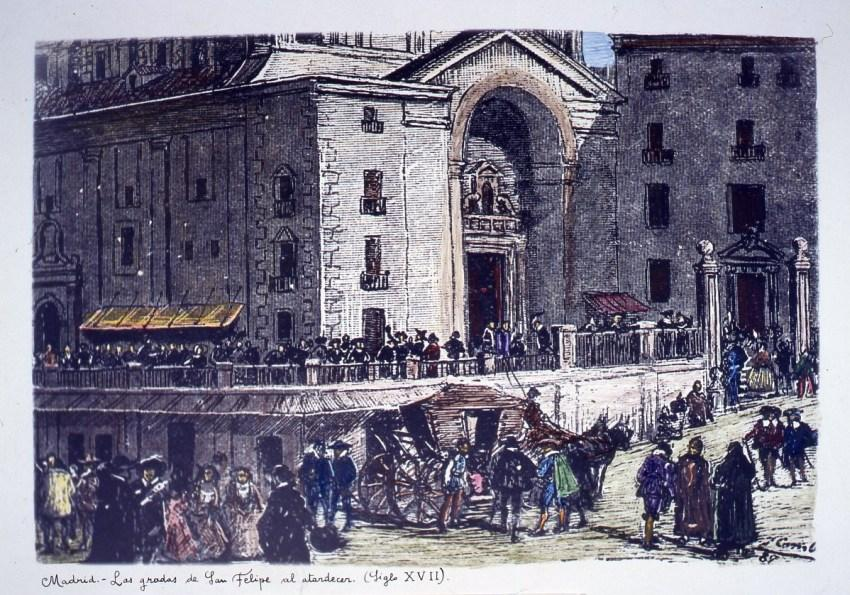
Las gradas de San Felipe, atestadas de gente, en una estampa del.

Durante el siglo XVI el convento poseía unos fuertes muros para aislar la vida conventual del bullicio exterior de la Puerta del Sol. La construcción de la fachada por el arquitecto Juan Gutiérrez Toribio  dio lugar a una superficie con gradas que se denominó Lonja de San Felipe. En dicha superficie se congregaban los habitantes de Madrid para intercambiar noticias, rumores, calumnias, inventos, secretos y opiniones. Es por esta razón por la que se denominó «mentidero» de Madrid. Las gradas de San Felipe fueron también sitio de reunión para reclutar soldados destinados a los Países Bajos Españoles durante la guerra de Flandes. Un día la balconada de la lonja se hundió debido al peso causado por la aglomeración de gente reunida en ella para presenciar la prisión de un réprobo. El accidente causó numerosos muertos y heridos.

## Características

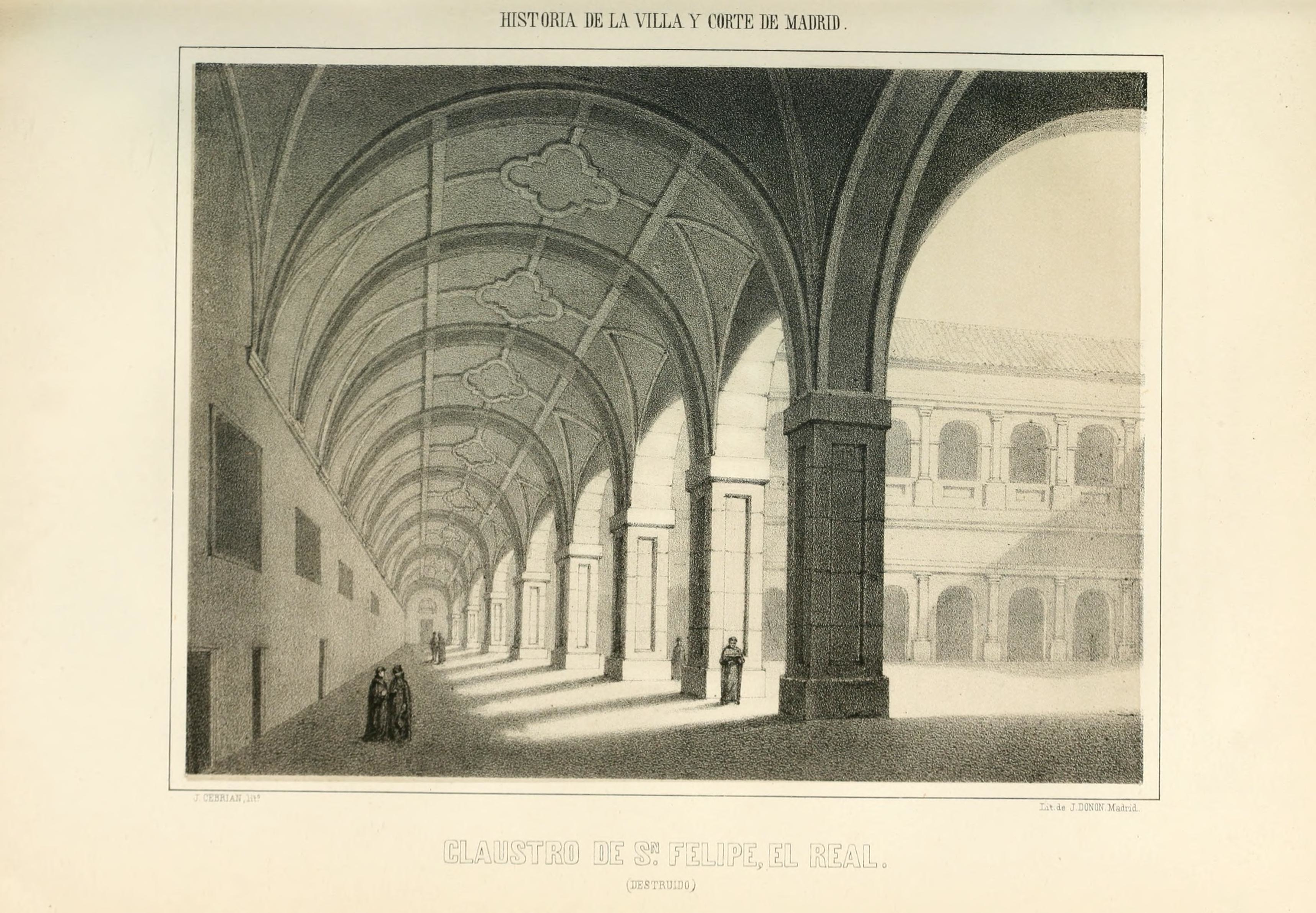
Vista del claustro en una litografía de mediados del publicada después de demolido el convento

Su claustro renacentista era considerado uno de los mejores de Madrid. Aparte de la conocida lonja con las gradas que se denominaban el mentidero, San Felipe el Real poseía debajo de su planta unas galerías denominadas covachuelas que eran lugar y mercado de diferentes mercancías de diversa índole, entre ellas juguetes y libros.